# Kumma
Le kumma est le couvre-chef traditionnel porté par les hommes au Sultanat d'Oman.

## Description

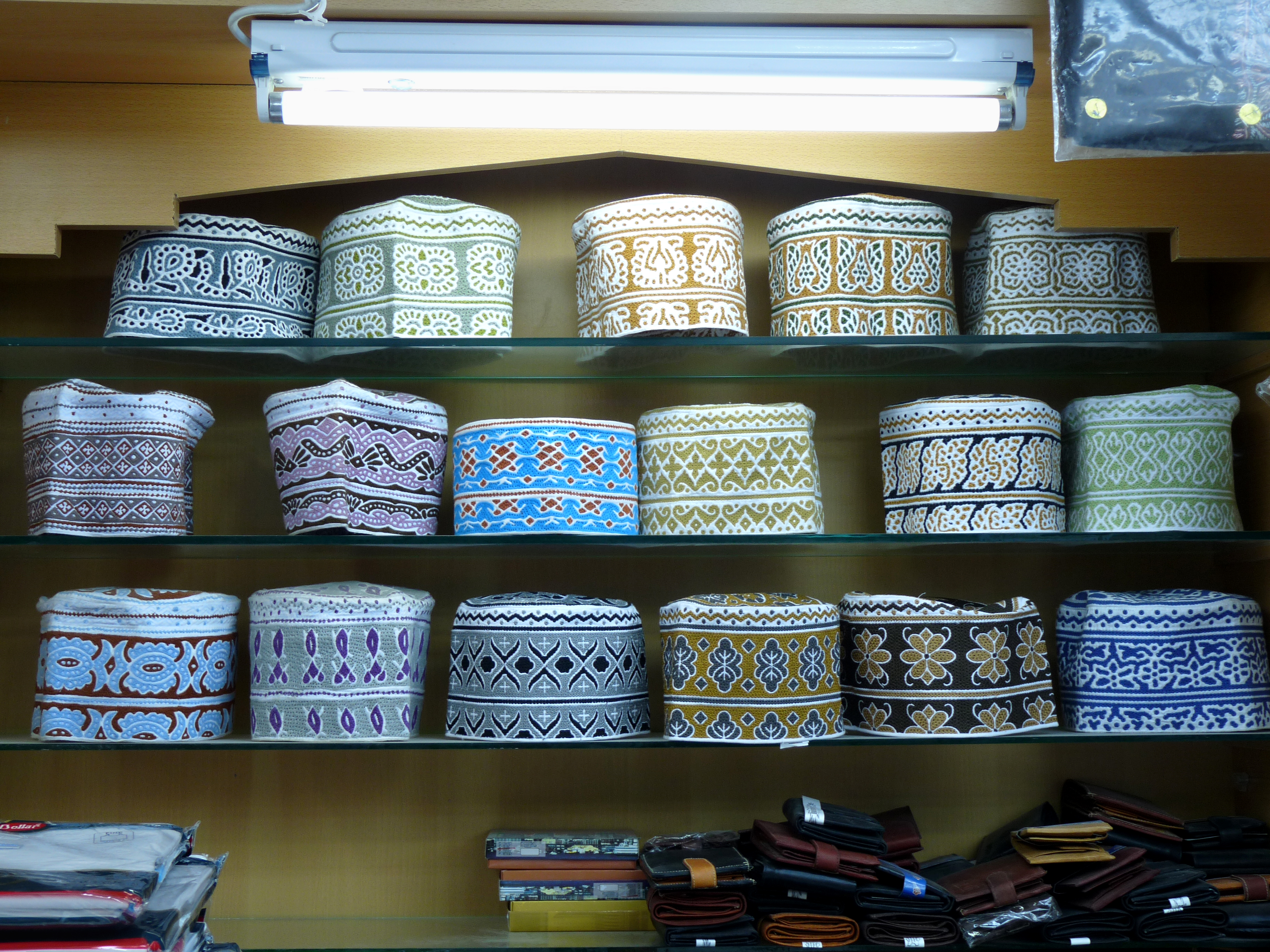
Kummas

À Oman, la tenue masculine traditionnelle est le dishdasha (longue robe blanche) et, sur la tête, le kumma ou le mussar (un turban porté lors des occasions officielles). Le mussar est normalement porté par-dessus le kumma.
Le kumma est un chapeau rond en coton brodé de divers motifs et de coloris variables. Il est piqué de petits trous permettant l’aération.
Aujourd'hui, les jeunes Omanais portent le kumma de façon plus personnelle et fantaisiste en l’aplatissant, le pinçant, le gonflant ou le basculant soit sur le front soit à l'arrière du crâne.

## Fabrication
Pendant le XIXe siècle, les kummas étaient principalement manufacturés au Sultanat d'Oman à Muttrah, Sohar et Sour ainsi qu'au sultanat de Zanzibar et à Mombasa en Afrique de l’Est. Autrefois tissé à la main, il est de plus en plus souvent fabriqué en usine.